# Reggenza di Mamberamo Raya
La reggenza di Mamberamo Raya (in indonesiano: Kabupaten Mamberamo Raya) è una reggenza dell'Indonesia, situata nella provincia di Papua.